# Фонема
Фонемата (от гръцки φώνημα, „звук“) е най-малката звуково неделима частица от състава на думата, която може да изпълнява смислоразличителна функция в морфемите и в думите. При замяната на една фонема с друга се получава друга дума. Фонемата е предмет на изучаване на фонологията и морфологията. Това понятие играе важна роля в решаването на такива практически задачи, като разработка на азбуки, правописните принципи и т.н. Фонемната система на българския език е изградена от 45 фонеми: 6 гласни (вокали) и 39 съгласни (консонанти).

## История
Понятието „фонема“ е въведено в езикознанието от полския езиковед Ян Бодуен дьо Куртене. През 1875 – 1895 година, заедно със своя ученик Миколай Крушевски, той разработва теорията на фонемите, като част от по-обща теория, която те наричат психофонетика. Теорията за фонемите е доразвита през 1926 – 1935 година от руските езиковеди-емигранти, като Николай Трубецкой и Роман Якобсон, които организират Пражкия лингвистичен кръжок, както и от структуралистите, като Фердинан дьо Сосюр, Едуард Сапир и Леонард Блумфийлд.
По-късно концепцията за фонемите е използвана в генеративната лингвистика от изследователи като Ноам Чомски и Морис Хале. Фонемите продължават да играят централна роля в някои дялове на съвременната фонология, докато в други са допълнени или заменени от други теоретични концепции и модели.

## Фонема, фон и алофон
По определение фонемата е звук или група от звуци, за които говорещите съответния език смятат, че изпълняват една и съща функция. Пример за фонема е /k/ в думите кол и кил. Макар повечето говорещи български език да не забелязват това, звуците /k/ в тези думи се произнасят по различен начин – те са различни фони, като в кил фонемата /k/ е палатализирана, а в кол – не е. Въпреки разликата в произнасянето, двата звука са една и съща фонема в българския, тъй като размяната им не би променила значението на думите – произнасянето на кол с палатализирано /k/ би звучало необичайно, но това не би попречило на разпознаването на думата. В същото време в други езици, например в някои славянски и уралски, палатализираната и непалатализираната форма на /k/ са самостоятелни фонеми, тъй като размяната им може да промени значението на някои думи.
Фоните, които принадлежат на една и съща фонема, както [k] и [kʲ] в горния пример принадлежат на българската фонема /k/, се наричат алофони. Често използван метод за определяне на това дали две фони са алофони на една и съща фонема, или самостоятелни фонеми, е откриването на минимална двойка – две самостоятелни думи, които се различават само по въпросния фон. Например, двойката думи кол и гол показва, че в българския език фоните [k] и [g] са самостоятелните фонеми /k/ и /g/, тъй като двете думи имат различно значение и лесно се разграничават една от друга от говорещите езика. В същото време при някои езици, например арабския, където звукът [g] напълно отсъства, за говорещия би било трудно да разграничи двете думи.

## Фонетична и фонематична транскрипция
Точният запис на изговора, при който се държи сметка както за основните фонеми, така и за техните позиционни варианти се нарича фонетична транскрипция. Тя намира приложение при записване на диалектоложки материал.
Записване на изговора, при което се отбелязват само фонемите в състава на думите, но не и техните позиционни варианти, се нарича фонематична транскрипция.